# Élection pontificale de 1254
L'élection pontificale de 1254 est celle par laquelle les cardinaux de l'Église catholique romaine élisent le successeur de Innocent IV, mort le 7 décembre 1254 : l'élu est le cardinal Rinaldo Conti di Segni, qui devient pape sous le nom de Alexandre IV.

## Source
- (en) Sede Vacante de 1254 - Université de Nothridge - État de Californie - John Paul Adams - 11 avril 2015